# Condado de Kent (Delaware)
El condado de Kent es un condado localizado en la parte central del estado estadounidense de Delaware. La población en 2020 fue 181 851. La sede de condado es Dover, la capital del estado.

## Geografía
De acuerdo con la Oficina del Censo de los Estados Unidos, el condado tiene un área total de 2072 km²), de los cuales, 1527 km² de ellos son tierra y 545 km² de ellos (26,30%) son agua.

### Condados adyacentes
- Condado de New Castle, Delaware - norte
- Condado de Salem, Nueva Jersey - noreste¹
- Condado de Cumberland, Nueva Jersey - este¹
- Condado de Cape May, Nueva Jersey - este¹
- Condado de Sussex, Delaware - sur
- Condado de Caroline, Maryland - suroeste
- Condado de Queen Anne, Maryland - oeste
- Condado de Kent, Maryland - oeste

¹ a lo largo de Bahía de Delaware; no hay frontera con tierra

## Demografía
Según el censo de 2000, había 126 697 personas, 47. 224 hogares y 33 623 familias residiendo en la localidad. La densidad de población era de 83 hab./km². Había 50 481 viviendas con una densidad media de 33 viviendas/km². El 73,49% de los habitantes eran blancos, el 20,66% afroamericanos, el 0,64% amerindios, el 1,69% asiáticos, el 0,04% isleños del Pacífico, el 1,27% de otras razas y el 2,22% pertenecía a dos o más razas. El 3,21% de la población eran hispanos o latinos de cualquier raza.
Los ingresos medios por hogar en la localidad eran de $40 950, y los ingresos medios por familia eran $46 504. Los hombres tenían unos ingresos medios de $32 660 frente a los $24 706 para las mujeres. La renta per cápita para el condado era de $18 662. Alrededor del 10,70% de la población estaban por debajo del umbral de pobreza.

## Localidades

### Ciudades
- Dover
- Harrington
- Milford (parte de Milford está en el condado de Sussex)

### Pueblos
- Bowers
- Camden
- Cheswold
- Clayton (parte de Clayton está en el condado de New Castle)
- Farmington
- Felton
- Frederica
- Hartly
- Houston
- Kenton
- Leipsic
- Little Creek
- Magnolia
- Smyrna (parte de Smyrna está en el condado de New Castle)
- Viola
- Woodside
- Wyoming

### Lugares designados por el censo
- Base de la Fuerza Aérea Dover
- Highland Acres
- Kent Acres
- Rising Sun-Lebanon
- Riverview
- Rodney Village
- Woodside East

### Áreas no incorporadas
- Berrytown
- Marydel